# 로버트 쿠비카

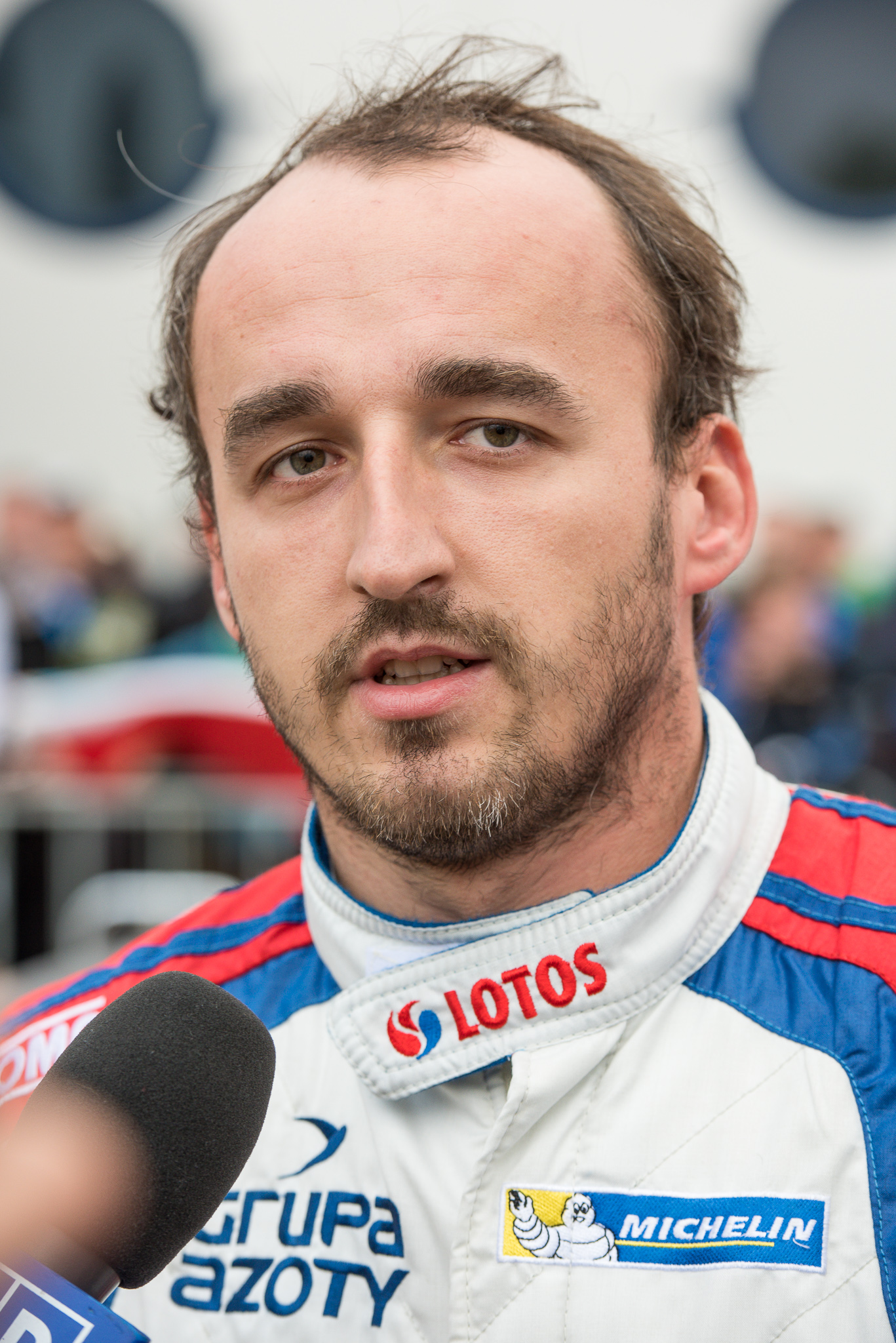
2014 독일 랠리의 로버트 쿠비카.

로버트 유제프 쿠비카(Robert Józef Kubica, 1984년 12월 7일~, 크라쿠프 )는 폴란드의 전 랠리 선수이자, 전 포뮬러 원 레이싱 선수이다. 포뮬러 원에서 경쟁하는 최초의 폴란드 드라이버가 되었다. 2006년부터 2009년까지 BMW 자우버 F1 팀에 소속되어, 2006년에 테스트 드라이버에서 레이스 드라이버로 승격되었다. 2008년 6월에 쿠비카는 캐나다 그랑프리에서 첫 F1 승리를 거머쥐면서 F1 경주를 우승한 최초의 폴란드 드라이버가 되었다.
2011년 2월 6일, 쿠비카는 Ronde di Andora rally에서 사고로 심한 부상을 입었으며, 그의 오른쪽 팔뚝이 부분적으로 상해를 입었다. 그는 개인적 즐거움으로 랠리에 참가 중이었다.
쿠비카는 이탈리아의 신문 La Gazzetta dello Sport의 인터뷰에서 오른손 손가락들을 느낄 수 있었고 2011년에 포뮬러 원에 조속히 복귀하기로 결정했다고 언급하였다. 건강이 호전된 상태로 복귀한 뒤였지만 상해로 인해 포뮬러 원으로 복귀하는 것은 거의 불가능할 것이라 말했다.
쿠비카는 2012년 9월 레이스로 복귀하여 이탈리아에서 조그마한 랠리에서 우승하였다.
2018년 2월 16일, 로버트 쿠비차가 윌리엄스 F1의 예비 드라이버 (리저브 드라이버) 로 발탁되었다는 내용이 발표되었고, 2018년 11월 22일 쿠비카가 윌리엄스의 레이스 드라이버로 선택되어 2019시즌에 경쟁하게 된다고 발표되었다.
2019년 10월 19일 싱가포르 그랑프리 사전 기자회견에서 쿠비카는 자신이 2019시즌을 끝으로 윌리엄스와 더 이상 함께하지 않는다고 밝혔다. 이후 쿠비카의 포뮬러 원 복귀는 불투명해졌지만 월드 인듀어런스 챔피언십(FIA WEC) 또는 월드 랠리 챔피언십(WRC)에 참가하며 레이싱 선수생활을 이어갈 가능성도 충분하다.